# Campagna svizzera di Suvorov
La campagna svizzera di Suvorov si svolse in territorio elvetico tra il settembre e l'ottobre del 1799 durante la guerra della seconda coalizione. Le truppe russo-austriache, che avevano già sconfitto ripetutamente tra aprile e agosto i francesi in Italia, attraversarono il San Gottardo al comando del feldmaresciallo Aleksandr Vasil'evič Suvorov, con l'ordine di marciare contro il generale Andrea Massena per cacciarlo dalla Repubblica Elvetica.
Dopo le importanti vittorie dei mesi precedenti durante la campagna in Italia, Suvorov era rimasto padrone della situazione nella parte settentrionale della Penisola e sembrava imminente una sconfitta definitiva dei francesi con il generale russo deciso a marciare addirittura verso la Francia, ma le divisioni e le rivalità delle potenze coalizzate avrebbero ben presto favorito la ripresa delle armate rivoluzionarie: per timore che l'influenza della Russia diventasse troppo grande, gli alleati, facendo anche leva sulle ambizioni dello zar Paolo I di presentarsi come liberatore della Svizzera, riuscirono a ottenere che le truppe russe interrompessero le loro operazioni in Italia e venissero rischierate nella Confederazione, lasciando l'iniziativa nella Penisola agli austriaci. A Suvorov fu quindi ordinato di dirigersi con il suo esercito verso nord e marciare attraverso il San Gottardo per congiungersi alle truppe russe appena condotte sulla Limmat dal generale Aleksandr Michajlovič Rimskij-Korsakov.
Il maresciallo Suvorov prese, dopo difficili combattimenti, il San Gottardo e marciò poi faticosamente lungo la valle del fiume Reuss, costantemente contrastato dal generale Claude Lecourbe. Giunto ad Altdorf fu costretto a deviare a nord-est per le montagne, in quanto i francesi controllavano saldamente il lago dei Quattro Cantoni e i passi a ovest. Il generale Massena inviò quindi le divisioni dei generali Honoré Gazan e Édouard Mortier, coordinate dal generale Nicolas Soult, a bloccare l'avanzata dei russi tra Svitto e Glarona; Suvorov si diresse allora verso la Linth, ma anche qui, dopo qualche successo, le sue truppe furono ripetutamente respinte a Näfels dai soldati del generale Gabriel Molitor.
La situazione del maresciallo Suvorov, isolato tra le montagne, con scarsi rifornimenti e contrastato su tutti i fronti dalle truppe francesi, divenne sempre più difficile; dopo aver appreso della disfatta dei generali Korsakov e von Hotze nella seconda battaglia di Zurigo, non gli rimase che tentare di ripiegare verso est allo scopo di mettere in salvo i resti del suo esercito, ormai molto provato. La ritirata dei russi fu molto difficoltosa e costò nuove pesanti perdite, mentre tutta l'artiglieria andò perduta; infine, passando per il passo di Panix, i russi raggiunsero il Reno a Ilanz il 7 ottobre e proseguirono quindi verso il Vorarlberg, dove si congiunsero con i superstiti del generale Korsakov. Suvorov venne richiamato a San Pietroburgo dove cadde nuovamente in disgrazia presso la corte zarista: Paolo I rifiutò di riceverlo in udienza e, ferito e malato, il vecchio generale morì dopo poche settimane nella capitale stessa il 18 maggio del 1800.

## Le premesse politiche e militari

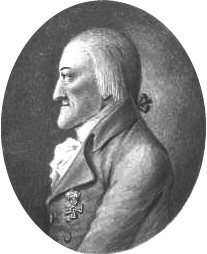
J. A. F. de Paula, barone di Thugut

Tra la fine di aprile e la metà di agosto 1799, il feldmaresciallo Aleksandr Vasil'evič Suvorov aveva sbaragliato le truppe rivoluzionarie francesi in Nord Italia, provocato il crollo delle repubbliche sorelle nella Penisola e preso di fatto il controllo della Lombardia e del Piemonte. Grazie alle brillanti vittorie ottenute aveva ricevuto dallo zar il titolo di "Principe d'Italia" (Knjaz Italijski - in russo Князь Италийский?, da cui il soprannome Italiskij, "l'Italico") ed era ormai prossimo a schiacciare definitivamente le ultime resistenze francesi in Piemonte, per poi invadere la riviera ligure; Suvorov si era anche dichiarato pronto a marciare addirittura verso Parigi come aveva promesso al generale Jean Mathieu Philibert Sérurier prima di liberarlo.
Le divisioni e le rivalità tra le potenze coalizzate, Regno di Gran Bretagna, Sacro Romano Impero e Impero russo, non permisero però di approfittare delle vittorie in Italia, favorendo invece ben presto la ripresa delle forze della Prima Repubblica francese: i britannici avevano il timore che l'influenza russa in Italia diventasse troppo grande e che la potenza zarista si affacciasse pericolosamente sui porti del Mediterraneo; gli austriaci vedevano nei successi dei russi e nell'ingerenza dello zar una concreta minaccia alla loro supremazia nel Nord Italia, tanto che preferivano perdere il supporto militare russo in Piemonte piuttosto che il vantaggio politico che sarebbe loro venuto al tavolo della pace, quando si sarebbero presentati come gli unici occupanti dello Stato sabaudo dal quale, inoltre, sarebbero potuti entrare facilmente da soli in Francia con il proprio esercito. Il governo britannico, preoccupato che la Francia repubblicana potesse utilizzare la potente flotta olandese per minacciare direttamente le isole britanniche, aveva poi preparato nuovi piani di guerra che prevedevano il ridispiegamento dell'armata russa in Svizzera per favorire lo sbarco di una coalizione anglo-russa nella Repubblica Batava.

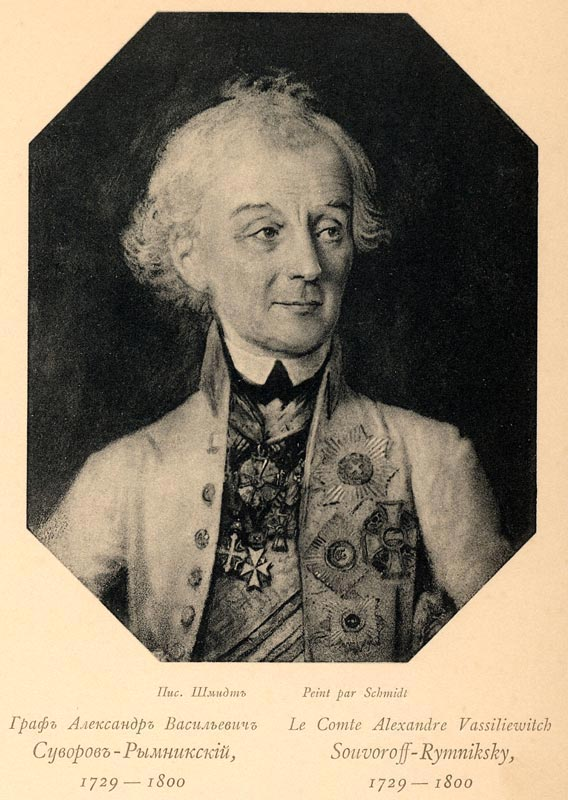
Ritratto di Suvorov, 1799

Nonostante in teoria Suvorov rispondesse direttamente allo zar, il Consiglio aulico austriaco e il cancelliere Thugut gli ordinarono di abbandonare l'Italia e di muovere verso la Svizzera, dove la sua armata si sarebbe dovuta congiungere a un secondo contingente russo al comando del generale Aleksandr Michajlovič Rimskij-Korsakov, in arrivo con 30 000 uomini dalla Galizia. L'esercito austriaco del generale Michael von Melas avrebbe presidiato il Piemonte e si sarebbe impadronito di Cuneo; allo stesso tempo l'arciduca Carlo avrebbe dovuto spostarsi dalla Svizzera in Germania, lungo il Reno, di modo che l'Austria avesse anche la possibilità di spodestare l'elettore di Baviera Massimiliano I.
Suvorov avrebbe voluto che l'arciduca Carlo attendesse il suo arrivo prima di muoversi, in modo da dare agio a Korsakov di organizzarsi e resistere alle soverchianti forze francesi, ma l'arciduca era un sin troppo fedele esecutore degli ordini del Consiglio aulico e lasciò immediatamente la forte posizione di Zurigo: i francesi l'occuparono in fretta e Korsakov fu condannato a una sicura disfatta. Le rimostranze di Suvorov furono inutili:
(Lettera all'arciduca Carlo - dalla Sintesi della campagna di Suvorov in Svizzera del Conte di Vénanson)
Le ultime resistenze di Suvorov, che aveva definito "fuori di testa" il cancelliere Thugut per la strategia imposta, furono spazzate via il 25 agosto da una lettera dell'imperatore austriaco, che gli ordinava perentoriamente di abbandonare i progetti di attacco contro i francesi a Genova e di attraversare immediatamente le Alpi per lanciare un'offensiva contro la Francia dalla Svizzera. Al di là delle decisioni di quella che in seguito Carl von Clausewitz definì una "politica dalle vedute limitate" da parte di britannici e austriaci, mirante semplicemente a evitare una scomoda presenza russa in Italia e nel Mediterraneo e a soddisfare esigenze particolari, la storiografia moderna ha ravvisato in questi piani degli evidenti vantaggi militari.
Dopo la cessione austriaca del Belgio alla Francia con il trattato di Campoformio del 1797, e il vasto territorio tedesco a separarle, le due antiche potenze rivali non avevano più che i campi di battaglia italiani per venire direttamente a contatto e confrontarsi militarmente; per assicurarsene il controllo strategico era necessario garantirsi il dominio dei rilievi alpini: l'Austria possedeva gran parte della catena delle Alpi, e dal Tirolo poteva far calare senza ostacoli numerosi battaglioni nelle estese pianure bagnate dal Po; al contrario la Francia non aveva inizialmente questo evidente e invidiato vantaggio. Il grosso ostacolo era rappresentato dalla Svizzera, che si estende dalle Alpi tirolesi ai confini della Francia, e che impediva l'accesso dalle Alpi per gran parte della catena: era quindi di fondamentale interesse per la Repubblica francese, se voleva continuare la guerra con l'Austria, mantenere il possesso dell'altopiano svizzero ottenuto nel febbraio 1798 con l'invasione condotta dal generale Guillaume Marie-Anne Brune.
Questo consentiva ai rivoluzionari due sbocchi strategici: uno permetteva di aggirare la Foresta Nera e dilagare facilmente nell'alto Danubio, l'altro di scendere attraverso i passi alpini del Canton Vallese e giungere direttamente nel Nord Italia; scoppiata nuovamente la guerra diventava quindi di enorme importanza tattica e strategica per gli austriaci cacciare i francesi dalla Svizzera. Dal canto loro i britannici ritenevano realmente la Svizzera il territorio ideale da cui lanciare un'invasione della Francia e infine gli austriaci erano comunque più preoccupati delle truppe francesi concentrate lungo il Reno che di quelle superstiti in Italia: passando a una più prudente tattica difensiva nel nord della Penisola, gli austriaci se ne assicuravano comunque il dominio e potevano liberare forze da impiegare in Germania.

## L'armata russa sulle Alpi

### La marcia verso la Svizzera

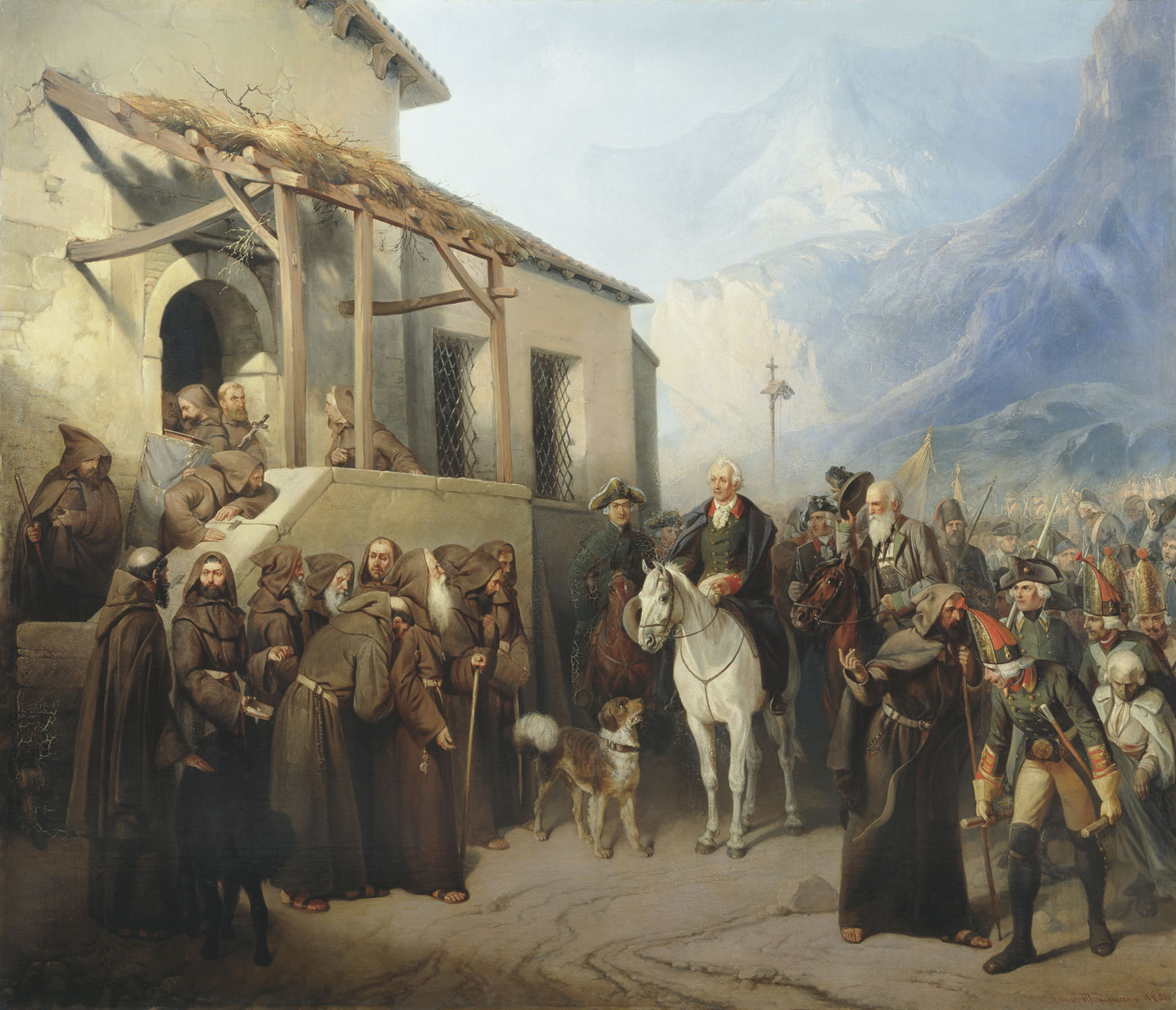
Suvorov in marcia verso il passo del San Gottardo

Il 4 settembre Suvorov informò lo zar che stava per muovere verso la Svizzera, non mancando di lamentare come fin dall'inizio della campagna gli austriaci fossero costantemente stati riluttanti a supportarlo, lenti a rispondere ai suoi ordini e assolutamente inefficienti a soddisfare le sue richieste di approvvigionamenti e munizioni. Non mancò di enfatizzare come gli alleati ritardassero apposta le forniture con l'intento di costringerlo a lasciare l'Italia. Scrisse tra l'altro:
(Suvorov allo zar Paolo - Documenti di Suvorov, 4 settembre 1799, IV pp. 299-300)
Suvorov si mise in marcia l'11 settembre, subito dopo la presa di Tortona, spedendo bagagli, equipaggiamenti e artiglieria pesante via Como e Verona, affinché arrivassero in Svizzera presso Coira nei Grigioni, e dal Tirolo verso Feldkirch, mentre egli con circa 27 000 uomini, inclusi quasi 16 000 fanti e oltre 3 500 cosacchi, prese la via di Varese per muovere verso Bellinzona. Il 15 settembre l'avanguardia russa al comando di Pëtr Ivanovič Bagration entrò in territorio svizzero presso Ponte Tresa e dopo pochi giorni l'armata principale si riunì a Taverne nel Ticino; Suvorov, che si aspettava di trovarvi i rifornimenti per la successiva settimana di marcia tramite una carovana di millecinquecento muli precedentemente richiesta agli austriaci, dovette constatare che questi non avevano inviato nulla.
All'iniziale stupore succedette lo sdegno e quindi la collera: davanti a un contrito generale Weyrother, ufficiale di collegamento austriaco, accusò esplicitamente Melas e la corte di Vienna di avere ordito un tradimento «che lo zar saprà punire». L'anziano generale scrisse un'indignata lettera all'imperatore Francesco II dicendosi oltraggiato e lamentando come l'inefficienza austriaca avesse annullato il vantaggio tattico della sua rapida marcia verso la Svizzera. Ormai però il danno era fatto: arrivarono solo seicentocinquanta muli, assolutamente insufficienti, e Suvorov, su suggerimento del principe Costantino, decise di usare i cavalli dei cosacchi per trasportare viveri e munizioni sufficienti per i successivi otto giorni. I ticinesi raccontano che gli ufficiali che avevano a disposizione cavalli e carrozze per loro uso personale dovettero, secondo gli ordini del comandante russo, cedere i primi come bestie da soma e abbandonare le carrozze. I maggiori esempi furono dati dal principe Costantino, che rinviò a Como le sue tre vetture, e dallo stesso Suvorov che, benché settantenne, abbandonò la sua lettiga e decise di marciare pure lui a piedi. Nei quattro giorni di attesa prima di potersi finalmente muovere, le truppe russe furono sommariamente istruite sulla guerra di montagna delle cui tattiche erano totalmente a digiuno.

### L'assalto al San Gottardo e l'arrivo al lago di Lucerna

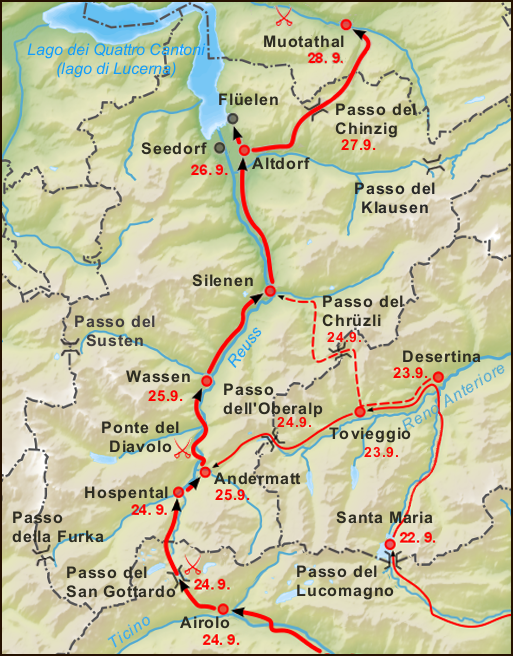
Il percorso di Suvorov da Airolo a Muotathal

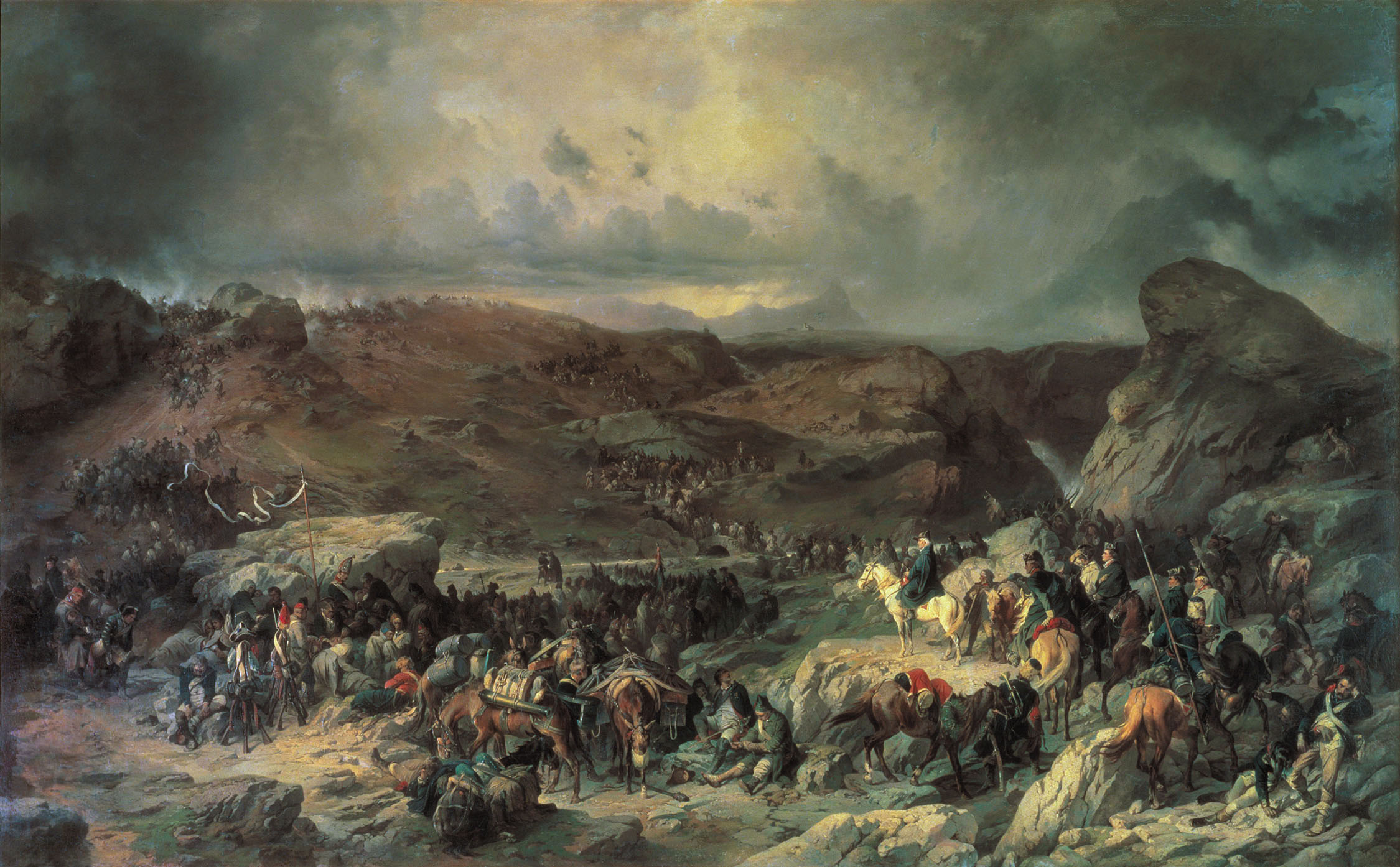
Suvorov attraversa il passo del San Gottardo, dipinto di Alexander Kotzebue

Il 21 settembre Suvorov ordinò l'avanzata. La marcia procedette lentamente, rallentata dalle pesanti piogge, dalla nebbia e dal terreno montagnoso. Ciononostante la sera stessa l'intero esercito si accampò già tra Sant'Antonino e Bellinzona, in un'altra giornata di marcia attraversò Biasca e la sera del 22 giunse a Giornico, dove lo stato maggiore alleato trascorse la notte. 
Il tempo continuò a essere inclemente e, nella notte del 23 settembre, una bufera di pioggia e di neve flagellò l'armata, che a Faido fu rafforzata da un reggimento austriaco al comando del colonnello Gottfried Strauch.
Suvorov si accinse quindi ad attraversare il San Gottardo entro il 25 con l'intento di riunirsi con Korsakov a Lucerna il 27 settembre; ma il 24, ad Airolo, un battaglione francese appartenente alla divisione del generale Claude Lecourbe e comandato dal generale di brigata Charles-Étienne Gudin de La Sablonnière arrestò la marcia dei russi, che lasciarono seicento morti sul terreno prima di poter penetrare a tarda sera nella Val Tremola, con Suvorov che era sempre rimasto in prima linea.
Il 25 mattina il generale riprese la sua marcia verso Andermatt, mentre i francesi si erano ritirati dietro la "Buca d'Uri" (una galleria nella gola della Schöllenen, sul lato nord del passo del San Gottardo in valle di Orsera) demolendo parzialmente il ponte del Diavolo (un attraversamento in pietra nel Canton Uri presso Andermatt). Qui un altro contingente di Lecourbe, agli ordini stavolta di Louis Henri Loison, tese un'imboscata che costò la vita a oltre novecento russi prima che questi riuscissero a riparare con mezzi di fortuna il ponte e passare dall'altra parte, sotto il fuoco costante dell'artiglieria e dei moschetti nemici, costringendo infine i francesi a ritirarsi.

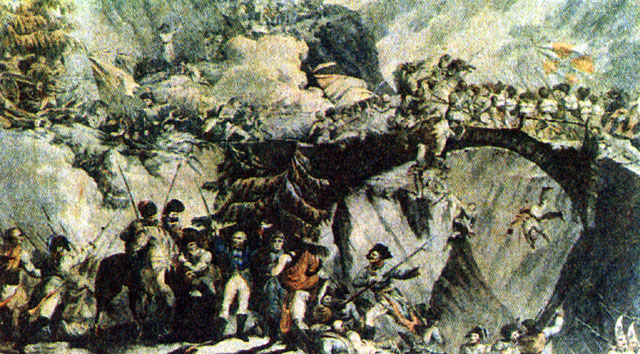
Suvorov attraversa il ponte del Diavolo

Al contrario dei russi, le truppe di Lecourbe erano altamente specializzate nella guerra di montagna tanto da "marciare anche dove i cacciatori di camosci avrebbero rinunciato", "abituati a dormire nella neve e sotto le stelle, morsi dal vento, sugli stracci che utilizzavano come uniformi" e ad avventurarsi "senza guide [alpine] su sentieri a picco sui baratri". Sarebbero state una continua spina nel fianco delle truppe alleate.
Continuando a muoversi a destra lungo la valle della Reuss, Suvorov si impadronì comunque del passo del San Gottardo respingendo il generale Lecourbe e la sera del 26 settembre le sue truppe raggiunsero Altdorf presso la parte meridionale del lago di Lucerna. Per il generale russo, il grosso dello sforzo era compiuto; allegro e ottimista scrisse di suo pugno, su un dispaccio diretto al generale austriaco Friedrich von Hotze, una nota in rima in lingua tedesca rimasta famosa:
(Suvorov a Hotze)
Il generale era però all'oscuro del fatto che in quelle stesse ore il generale Massena, che aveva concentrato sotto i suoi ordini ben 77 000 uomini, stava sbaragliando nella seconda battaglia di Zurigo le forze di Korsakov, infliggendogli pesanti perdite e costringendolo a battere in ritirata verso Winterthur e oltre fino a Sciaffusa, mentre sulla Linth le truppe del generale Nicolas Soult sconfiggevano le truppe austriache del generale von Hotze, il quale rimase ucciso all'inizio dello scontro.

### L'attraversamento del Chinzig

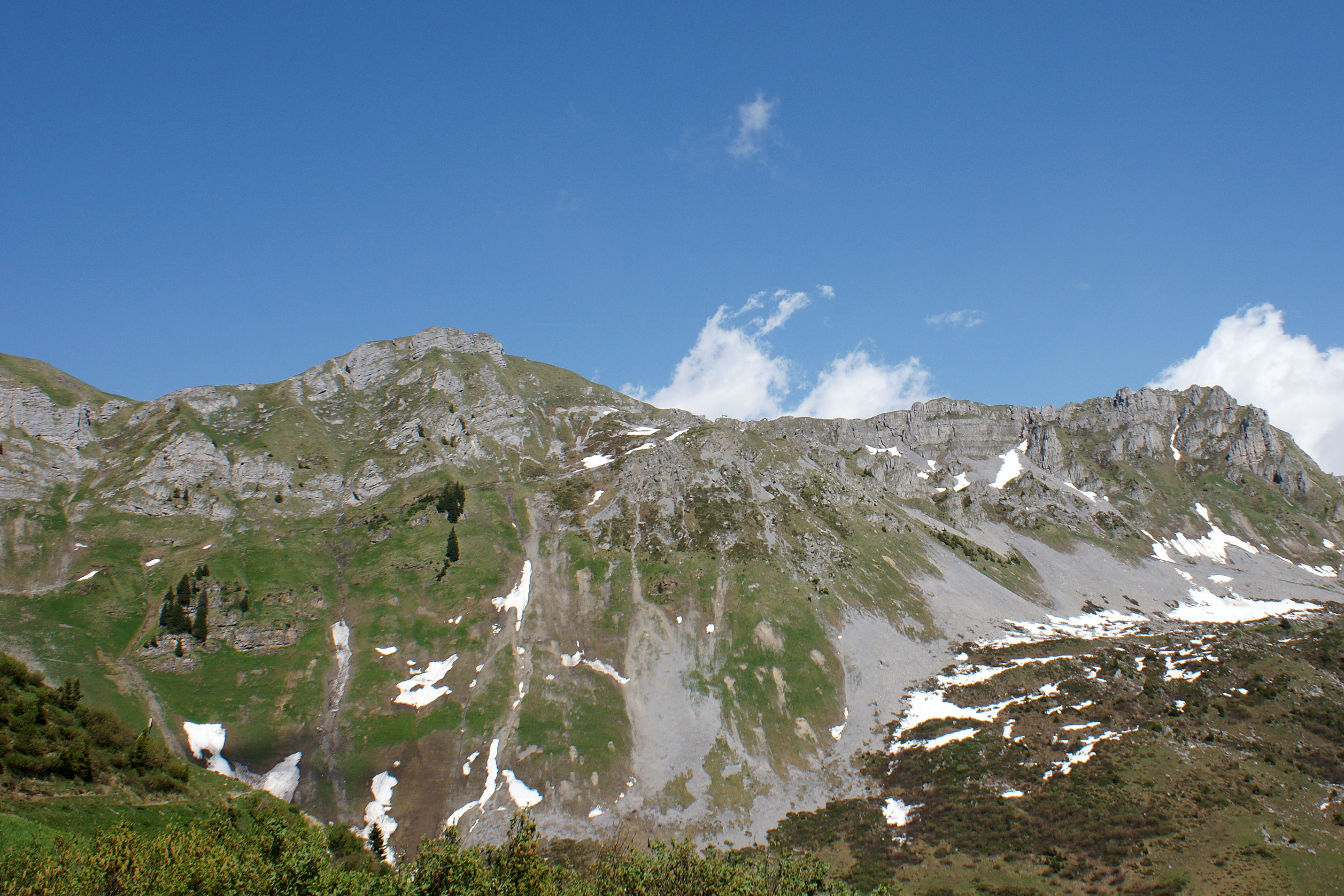
Il picco del Chinzig

Sul lago di Lucerna, i francesi si attestarono saldamente sulla riva sinistra della Reuss, presso Seedorf, chiudendo ai russi la possibilità di raggiungere la città eponima attraverso il passo Surenen, mentre il lago stesso, pattugliato da una piccola flottiglia, appariva sotto il pieno controllo francese rendendo impossibile un attraversamento da parte dei russi.
Le truppe di Suvorov erano allo stremo: la marcia sulle rocce aveva usurato le inadeguate calzature dei soldati, di cui molti erano ormai addirittura privi, le uniformi erano spesso a brandelli, fucili e baionette si arrugginivano per la continua umidità e gli uomini soffrivano la fame per la mancanza di adeguati rifornimenti. Suvorov era ancora ignaro della disfatta di Korsakov, ma in mancanza di notizie preferì non fermarsi ad Altdorf per lasciar riposare il suo esausto esercito che diresse invece, già alle prime ore del 27 settembre, verso il passo del Chinzig, contando di aggirare i francesi raggiungendo Svitto dal villaggio di Muotathal. Il piano prevedeva di salire, partendo da una quota di circa 500 m, fino a 2 070 m lungo un sentiero a precipizio scavato nella roccia e quasi invisibile sotto le prime nevi.
Lecourbe informò immediatamente il generale Massena della deviazione dei russi e questi, che aveva in precedenza pianificato di attaccare Suvorov nella valle della Reuss, fu costretto a cambiare strategia: inviò perciò il generale Mortier a occupare Muotathal con 9 000 uomini e il generale Gazan a marciare con circa 10 000 uomini su Weesen e Schänis, per chiudere la valle della Linth dal nord, mentre egli stesso concentrava il grosso delle sue truppe a Svitto.

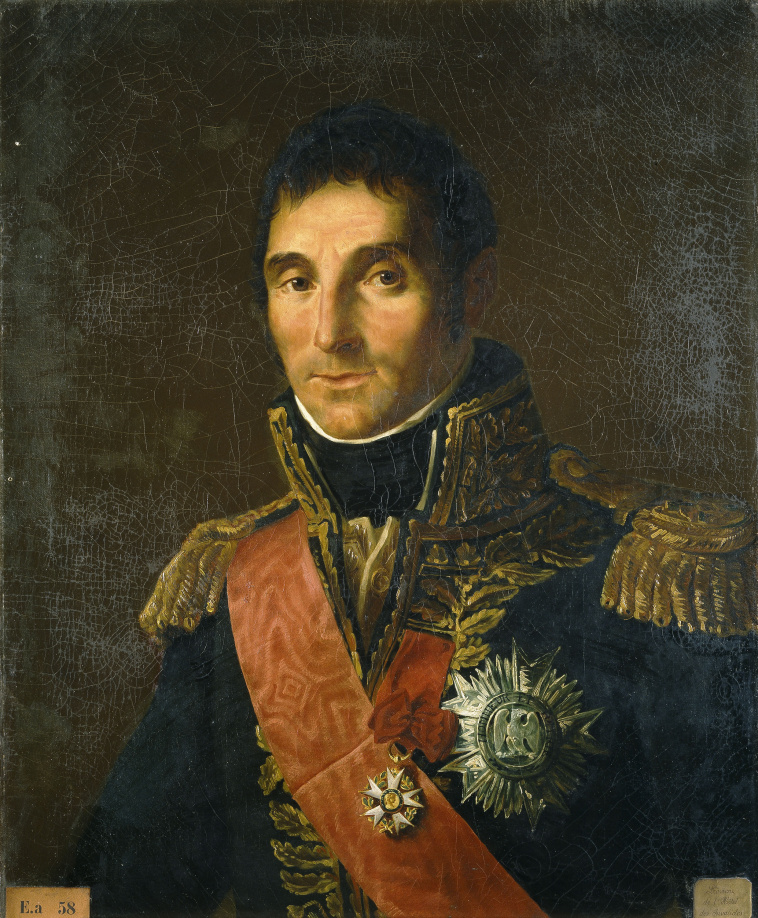
Il generale Andrea Massena, comandante dell'armata francese in Svizzera

Appena giunti a Muotathal i 18 000 esausti uomini di Suvorov, senza provviste e munizioni e circondati da montagne invalicabili in un freddo gelido, si trovarono di fronte un esercito francese molto superiore in numero ed equipaggiamenti. Il 29 settembre, ancora incerto sul destino di Korsakov e Hotze, Suvorov convocò un consiglio di guerra col suo stato maggiore per decidere il da farsi. Durante il consiglio il comandante russo si mostrò estremamente risoluto a non arrendersi, incolpò gli alleati austriaci di tutte le difficoltà che erano costretti a patire e propose quella che gli appariva come l'unica soluzione possibile:
(Suvorov al suo stato maggiore, 29 settembre 1799)
Dopo gli appassionati discorsi di Suvorov per sollevare il morale dei suoi subordinati, il consiglio di guerra decise di abbandonare il proposito di dirigersi a Svitto per muovere invece ancora verso est, oltre il passo di Muotathal verso il passo del Pragel e quindi per quello del Klöntal, per riunirsi al generale Linken a Glarona e, se possibile, puntare poi su Sargans costeggiando a sud il lago di Walenstadt. All'avanguardia furono posizionati Bagration e Auffenberg; alle truppe di Andrei Rosenberg, poste in retroguardia, fu ordinato di proteggere l'armata da attacchi che potessero arrivare da ovest, da Svitto attraverso il Muotathal, mentre la forza principale marciava verso est per il passo del Pragel.
Da documentazioni originali russe rinvenute in seguito dai francesi a Muotathal, si conosce la precisa consistenza numerica dell'esercito russo il 30 settembre 1799: si contavano 66 ufficiali di stato maggiore, 493 ufficiali di truppa, 1 172 sottufficiali, 403 musicanti e 16 584 uomini di truppa; di questi ultimi, 410 risultavano ammalati, 216 erano claudicanti e 21 agli arresti, solo 85 uomini avevano disertato; in dieci giorni l'armata russa aveva perduto circa 3 000 soldati e aveva ora razioni di cibo per soli cinque giorni, ma queste già scarse provviste avrebbero dovuto essere razionate per durarne almeno dieci.

### La marcia verso Glarona

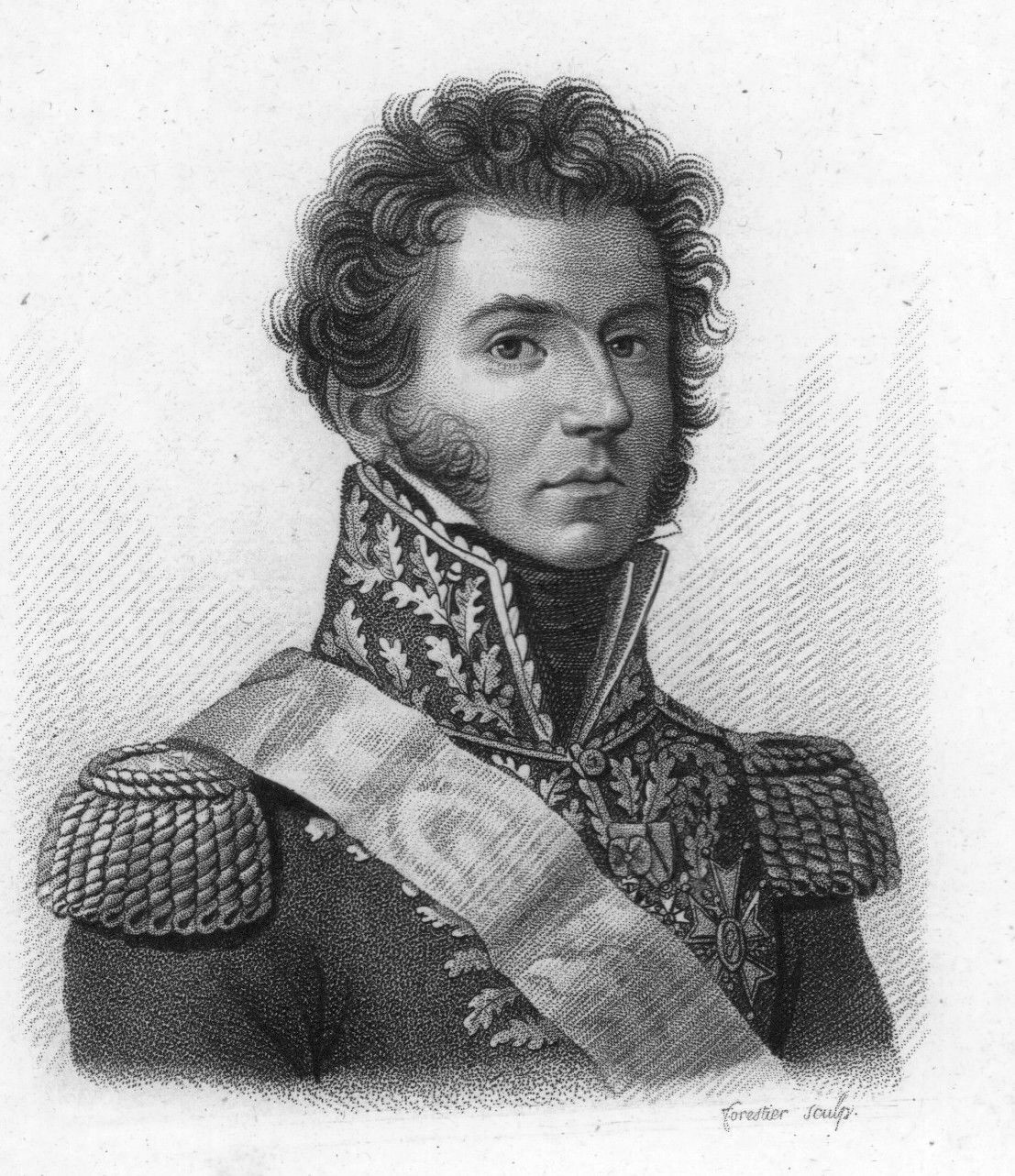
Il generale Gabriel Jean Molitor

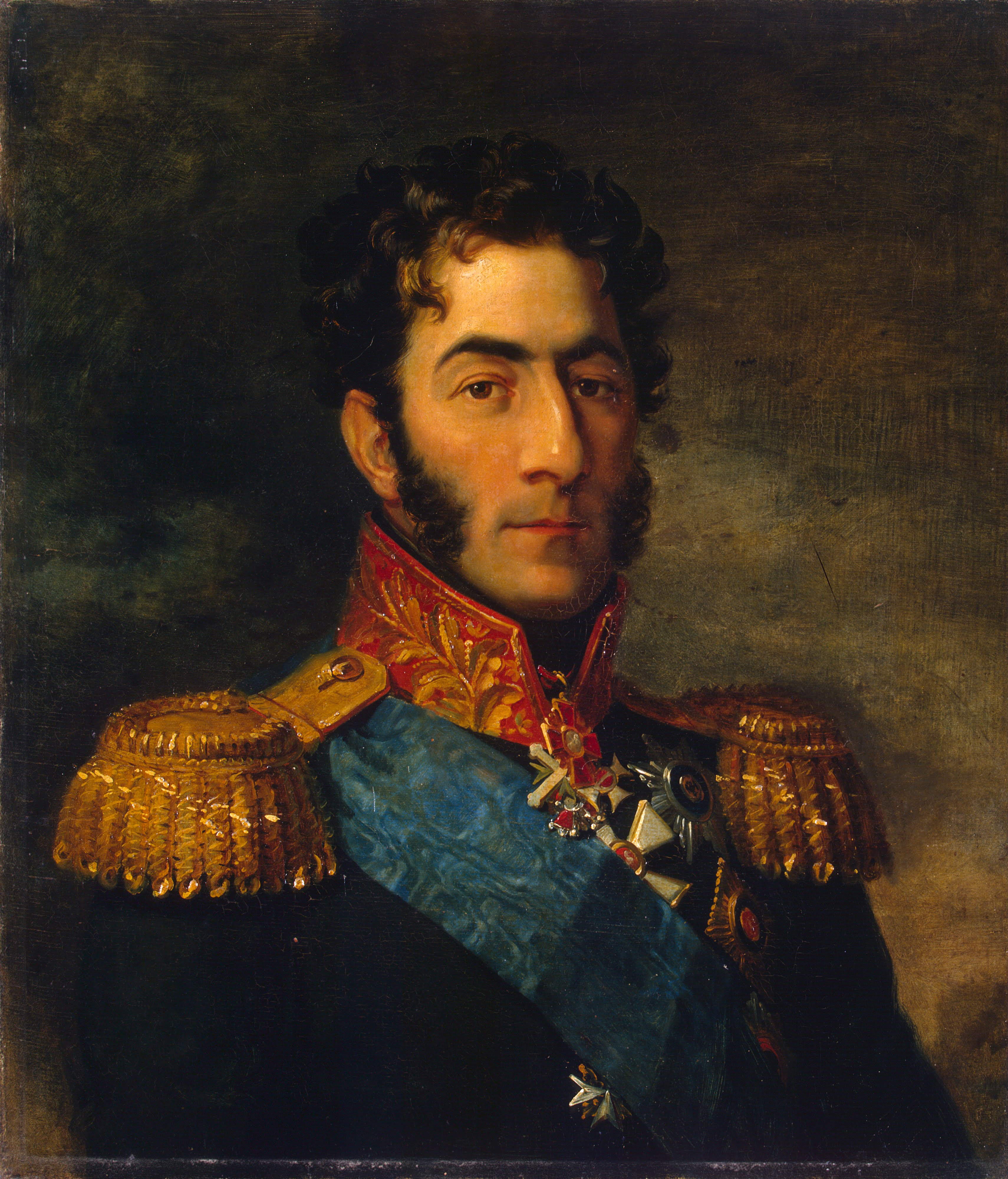
Ritratto del generale Pëtr Ivanovič Bagration

Nonostante le faticosissime marce effettuate e i combattimenti già sostenuti, l'armata si mosse immediatamente. Per primi avanzarono gli austriaci di Auffenberg seguiti dai russi di Bagration. Appena giunti al passo del Pragel, ci fu uno scontro tra i primi e i francesi di Molitor che impedirono loro di passare. Arrivando nel pomeriggio, Bagration, che si mostrò «indignato nel vedere gli austriaci arretrare davanti a un pugno di uomini», capovolse le sorti della battaglia ricacciando indietro i francesi e offrendo loro la possibilità di arrendersi. Ignorava che Auffenberg aveva già inviato un analogo ultimatum a Molitor e che questi aveva rifiutato rispondendo sdegnosamente: 
(Molitor a Auffenberg e Bagration)
Suvorov non ebbe il tempo di rendersi conto della gravità della notizia che le truppe di Bagration ripresero l'assalto contro i francesi, i quali, dopo il tramonto, furono costretti a ritirarsi verso il lago di Klöntal, dove molti nella fuga annegarono ma dove il generale francese ebbe anche modo di riorganizzarsi e disporre meglio le sue truppe per affrontare gli avversari.
Bagration guidò i suoi battaglioni in quattro disperati assalti contro l'artiglieria francese, ben piazzata sulla strada e sulle rocce che la dominavano, e subì gravissime perdite; nel frattempo il tempo peggiorò, cominciò a cadere del nevischio, e i russi si ritirarono per la notte, che passarono al gelo essendo stato loro proibito di accendere fuochi, e ancora una volta patirono la fame. Bagration, pur sofferente per una ferita alla coscia, riorganizzò le sue truppe col favore delle tenebre e continuò a incoraggiarle:
(Bagration alle sue truppe)
Lo scontro riprese la mattina del 1º ottobre con la carica dei russi di Bagration che lanciò un attacco, condotto dal tenente colonnello Giorgio Giovanni Zuccato, utilizzando due battaglioni, quattro compagnie austriache e circa 200 cosacchi appiedati al fine di occupare alcune rupi che dominavano, quasi a precipizio, il fianco destro del nemico. Da lì le truppe russe, scoperte da alcune pattuglie francesi, esposti al fuoco nemico, andarono all'attacco assalendo le truppe francesi con le baionette, mentre più in basso le truppe di Derfelden attaccarono il nemico di fronte costringendolo ad arretrare ulteriormente. Molitor, dopo un'accanita ma breve resistenza, preferì ritirare le sue truppe sulle colline vicine per riorganizzarsi lungo il corso della Linth, approntando una serie di linee di difesa tra Netstal, Näfels e Mollis, nella parte settentrionale del Canton Glarona, distruggendo il ponte a Netstal e mantenendo il controllo delle restanti vie di comunicazione tra Näfels e Mollis. Questo gli consentiva di controllare di fatto entrambe le rive del fiume.
Nel primo pomeriggio dello stesso giorno Bagration ricevette rinforzi e lanciò la carica con dodici battaglioni contro le posizioni francesi a Netstal. Tuttavia i francesi resistettero ancora fortificandosi nel villaggio e riuscirono a distruggere i ponti sulla Linth poco prima che i russi se ne impadronissero.
Nel frattempo si combatteva anche nella retroguardia, dove Rosenberg, che comandava 11 000 uomini, venne attaccato da Massena. Suvorov ordinò al generale russo di resistere a ogni costo mentre Bagration combatteva per liberare dai francesi la strada verso est. I francesi erano risoluti a non permettere ai russi di lasciare la valle: le divisioni di Lecourbe chiusero loro la strada da dietro lungo la Reuss tagliando le linee di rifornimento; Massena richiamò alcune divisioni di Mortier da Zurigo per posizionarle ad Altdorf e parte di quelle di Soult a Weesen per bloccare l'uscita della valle della Linth. Nonostante gli sforzi dei francesi, i russi respinsero tutti gli assalti contrattaccando anche alla baionetta. La battaglia fu particolarmente cruenta sul ponte in pietra che attraversava il fiume Muotha, chiamato da allora Suworow-brücke ("ponte di Suvorov"), e dal quale parecchi francesi precipitarono nelle acque a causa della ressa. La sera del 1º ottobre i francesi si ritirarono verso Svitto incalzati dai cosacchi.
Contemporaneamente Bagration ripristinava un ponte a Netstal e, organizzate le sue forze in due colonne, marciava lungo entrambe le rive della Linth verso Näfels, che era tenuta saldamente da Molitor con tre battaglioni e quattro cannoni e le cui posizioni erano protette sul fianco destro dai dirupi e a sinistra dal fiume. Anche se Bagration riuscì a respingere i francesi fuori dalla cittadina, l'attacco alle posizioni principali del nemico fallì dando modo ai francesi di ricevere rinforzi dalle milizie svizzere e contrattaccare per riprendersi la città con le truppe di stanza a Mollis. In questa occasione Molitor arringò gli svizzeri ricordando una storica vittoria da loro ottenuta secoli prima negli stessi luoghi contro l'oppressore austriaco:
(Molitor alle milizie svizzere)
Tuttavia Bagration tornò tenacemente all'assalto del villaggio in più riprese trattenuto dapprima dagli svizzeri e quindi definitivamente fermato dall'arrivo delle truppe di Gazan dopo che Netstal era passata di mano parecchie volte nella stessa giornata. Alle 21:00, dopo sedici ore di duri combattimenti, Suvorov ordinò a Bagration di disimpegnarsi lasciando i francesi sulle loro posizioni iniziali. Entrambe le parti gridarono alla vittoria, ma in realtà la giornata si era risolta quasi in un nulla di fatto — i russi arrivarono nei pressi di Glarona ma i francesi chiudevano loro ogni via di accesso verso Zurigo — salvo mostrare l'abilità e il valore di entrambi i comandanti.
L'avanguardia di Bagration passò la notte tra il primo e il 2 ottobre attorno a Glarona, ma solo il 4 ottobre tutta l'armata poté ivi riunirsi e lo stesso giorno Suvorov convocò un nuovo consiglio di guerra.

## La ritirata

### La marcia verso Panix

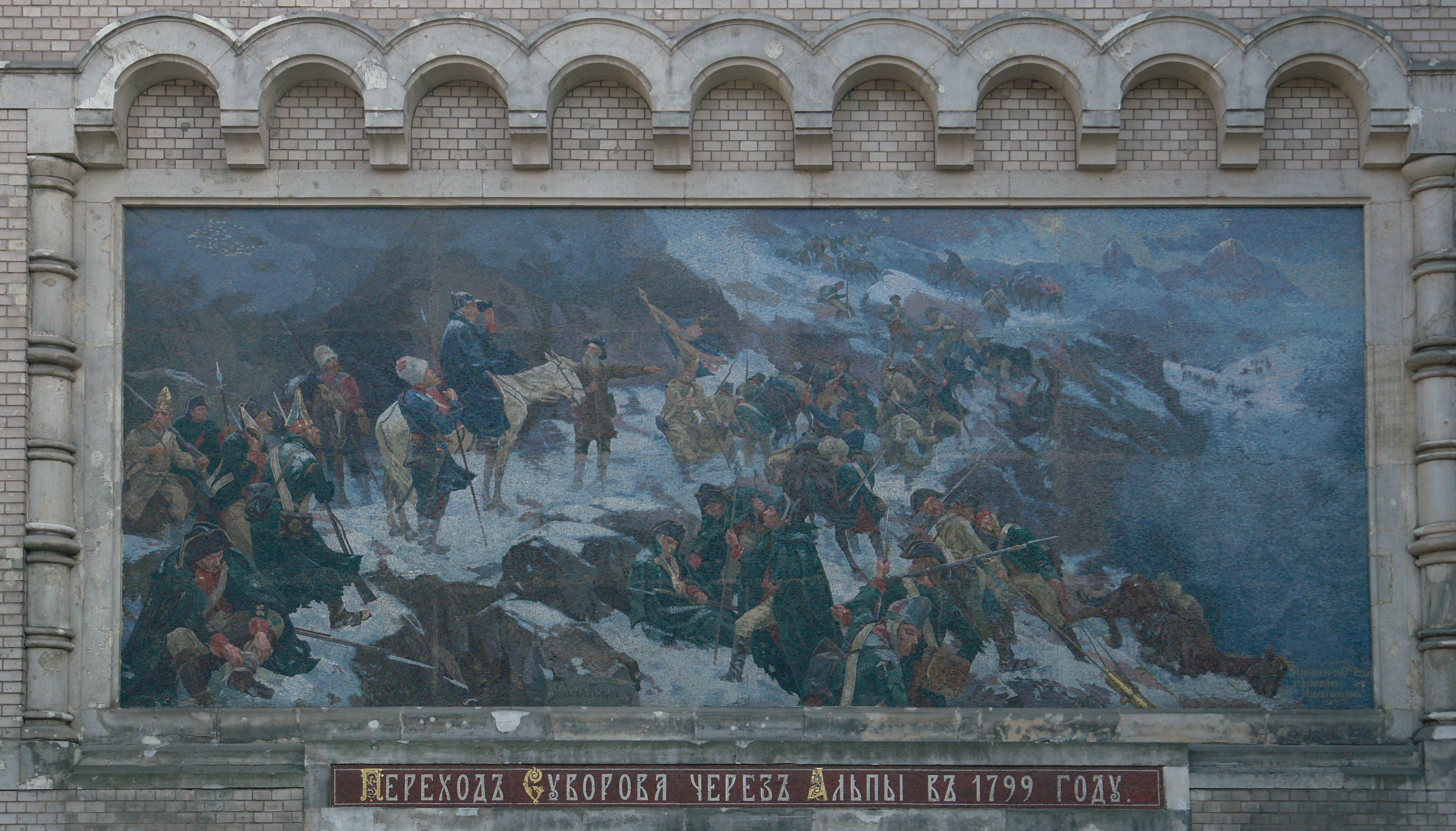
La traversata di Suvorov delle Alpi, mosaico del 1904, realizzato sul muro esterno del Museo Suvorov a San Pietroburgo

Suvorov avrebbe voluto attenersi al piano originario e quindi sfondare le posizioni francesi a Näfels, costeggiare il lago di Walenstadt e marciare verso Weesen per ricongiungersi con le altre truppe austriache in Svizzera. Gli ufficiali austriaci appoggiavano questa strategia, convinti che fosse il modo migliore per raggiungere Sargans e i magazzini militari che vi si trovavano in modo da rifornire l'armata ormai allo stremo delle forze e mancante anche di munizioni oltre che di provviste. Ma il principe Costantino e gli alti ufficiali russi si opposero, convinti che l'unico modo di riunirsi agli alleati fosse di aggirare le forze francesi dirigendosi a sud verso Schwanden, quindi salire per Elm per poi oltrepassare il passo del Panix e raggiungere e attraversare la valle del Reno Anteriore fino a Maienfeld, a sud del Liechtenstein. Alla fine otto dei dieci generali dello stato maggiore approvarono la "proposta russa". Optare per una decisione del genere, cioè una marcia lungo un percorso privo di truppe nemiche, non si addiceva al temperamento del feldmaresciallo russo ma il suo assenso fornisce forse un'idea di quelle che dovevano essere anche ai suoi occhi le pessime condizioni in cui versavano i suoi uomini che, nonostante gli estremi sacrifici da lui costantemente richiesti, erano soliti chiamarlo "piccolo padre". Il generale austriaco Auffenberg, sebbene le sue truppe fossero state impegnate nei combattimenti molto meno di quelle russe, aveva scritto nel suo rapporto del 1º ottobre che la sua brigata era ormai del tutto priva di munizioni, denaro, pane e in gran parte senza scarponi.

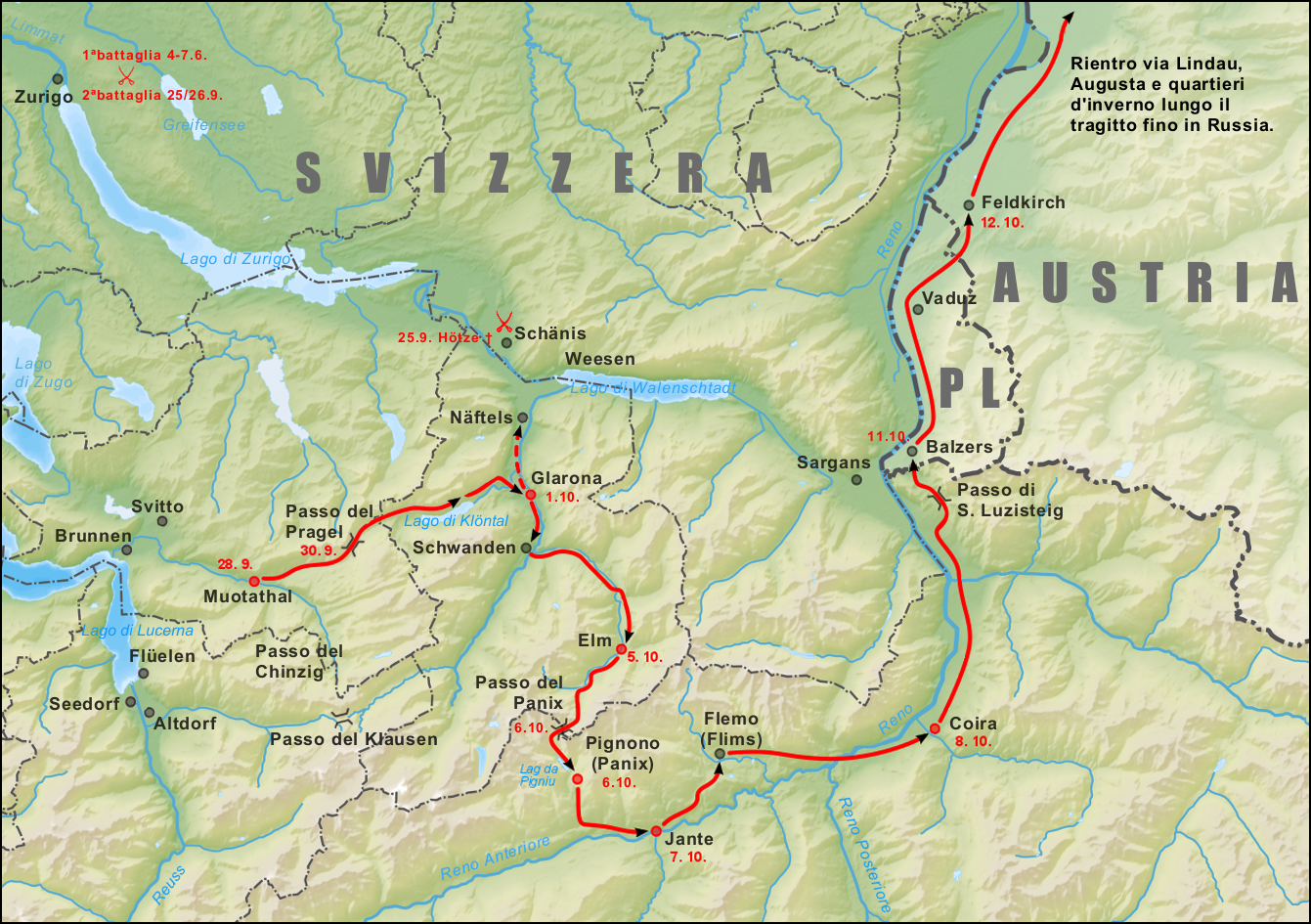
Percorso seguito dalle truppe di Suvorov da Muotathal fino ai quartieri d'inverno in Baviera

La notte tra il 4 ed il 5 ottobre, sotto una neve mista a una pioggia gelata, cominciò la marcia verso sud in direzione del Panix. Stavolta Bagration fu lasciato in retroguardia con i suoi 1 800 uomini superstiti di cui, egli stesso ricordò in seguito, solo 250 abili al combattimento. Il primo a muoversi fu il generale Miloradovič, seguito dal generale Otto Wilhelm Hristoforovich Derfelden e dalle truppe di Rosenberg. Suvorov fu costretto ad abbandonare ai francesi circa 1 300 tra feriti gravi e malati, raccomandandone il destino all'umanità del nemico con una lettera lasciata apposta a Massena affinché se ne prendesse cura. Le condizioni della marcia sarebbero state ancora peggiori delle precedenti. La Madre superiora del convento di Mutten, dove lo stato maggiore di Suvorov aveva trascorso la notte, testimoniò: «È stato patetico vedere come questa gente sia stata costretta a marciare in un modo così duro e a piedi nudi attraverso il Pragel, sotto una pioggia incredibile, mista a neve. Solo il generale (aiutante) aveva il suo cavallo, tutti gli altri sono stati abbandonati.»
Appena si avvidero della ritirata russa, i francesi presero l'iniziativa per tentare di accerchiare Suvorov e tagliargli la via di fuga: Loison si mosse verso Schwanden; Mortier da Pragel verso Glarona per bloccare la vallata; il generale Gazan inviò una brigata da Mollis verso Sool (a sud di Glarona) e altre tre da Netstal all'inseguimento di Bagration. La mattina del 5 ottobre il 10º Reggimento cacciatori di Gazan attaccò i cosacchi di Bagration costringendolo a rallentare la marcia mentre l'arrivo dell'artiglieria francese lo obbligò a fermarsi e a schierarsi lungo la stretta valle e, essendo a corto di munizioni, a ordinare tre assalti disperati alla baionetta. Durante la giornata la retroguardia di Bagration dovette sostenere una ventina di attacchi per trattenere il nemico e salvare l'intero esercito da una sicura disfatta.
La notte tra il 5 e il 6 l'armata si accampò nei pressi di Elm, al freddo, senza cibo e sottoposta ai continui attacchi dei francesi. Alle 02:00 del mattino Suvorov preferì muoversi mentre i francesi continuavano a martellare le truppe di Bagration che riuscivano a tenerli indietro ma subivano continue perdite. La marcia notturna al gelo costò la vita a parecchi soldati e circa duecento furono i dispersi catturati dai francesi. Non appena i russi presero la via del Panix, i francesi interruppero l'inseguimento. Bagration poté fare la conta delle perdite che constatò ammontare a circa ottocento uomini presi prigionieri, quattro cannoni, la cassa del tesoro contenente ventimila franchi, che il comandante francese Lenard distribuì in seguito al suo battaglione, e numerosi cavalli e muli; era tuttavia riuscito a proteggere le spalle dell'armata.

### L'attraversamento del passo del Panix e l'arrivo a Coira

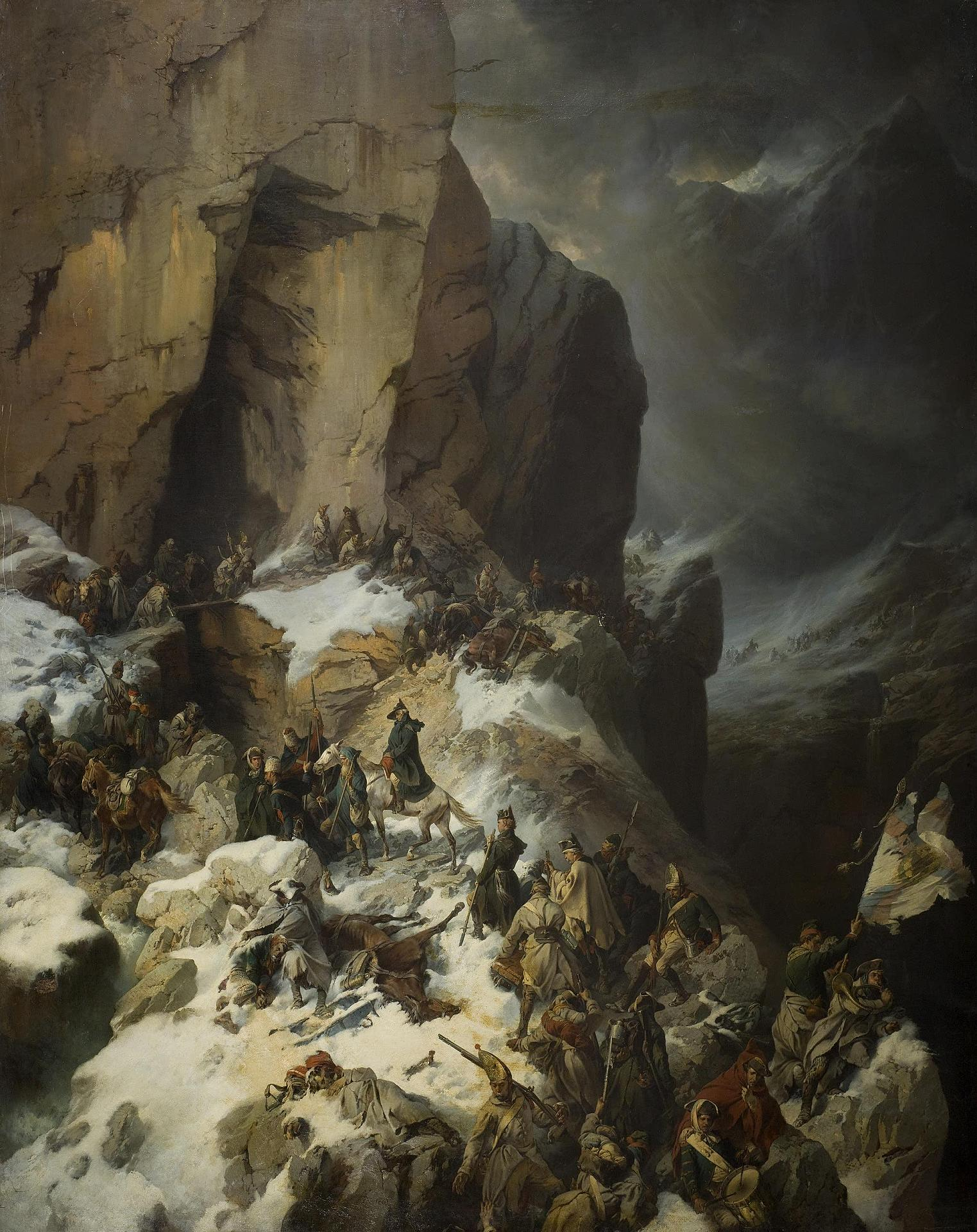
Suvorov che attraversa il Passo del Panix, dipinto di Alexander Kotzebue

Il 6 ottobre i russi cominciarono la scalata al Panix, a 2 407 m di quota. Dovette essere abbandonata tutta l'artiglieria e, arrampicandosi con la neve sopra il ginocchio sugli stretti e tortuosi sentieri a picco sui precipizi, furono persi anche trecento muli. Édouard Gachot nella sua Histoire militaire de Masséna: La campagne d'Helvétie (1799) del 1904, estratta dalle memorie di ufficiali superstiti e da notizie ricavate dall'archivio della guerra russo, descrive lungamente e con dovizia di particolari gli enormi disagi e il dramma patito dall'armata russa durante la traversata. L'estenuante marcia fu eseguita quasi ininterrottamente anche di notte e costò la vita a quanti, esausti, malati o feriti, non erano più in grado di reggersi in piedi sullo stretto sentiero, reso invisibile dalla neve e scivoloso per il ghiaccio. Parecchi uomini abbandonarono zaini e fucili lungo la via e i più deboli si lasciarono morire semplicemente addormentandosi.

Secondo le fonti, Suvorov condivise con i suoi uomini tutte le difficoltà della sfiancante marcia e continuò a incitarli costantemente, a riprendere chi abbandonava le armi o solo si lamentava e, pur male abbigliato, per mostrare la sua resistenza e cercare di estrarre le ultime energie dalle sue truppe esauste rifiutò più volte il mantello che gli veniva offerto dal suo attendente. Fece a piedi assieme ai soldati la salita fino in cima al passo dove, su consiglio del granduca Costantino, fece utilizzare il legno delle lance dei cosacchi per accendere il fuoco e preparare il tè per la truppa; durante la discesa, raccontò in seguito ammirato il capitano russo Grjasew nel suo diario: «Era seduto su un cavallo cosacco, e lo vidi mentre cercava di liberarsi dalle mani di due cavalieri al suo fianco che cercavano di sostenerlo durante la marcia e di condurre il suo cavallo (...) Continuando a dire "Lasciatemi, lasciatemi, devo andare da solo."» Ai generali che lo circondavano disse: 
(Suvorov)

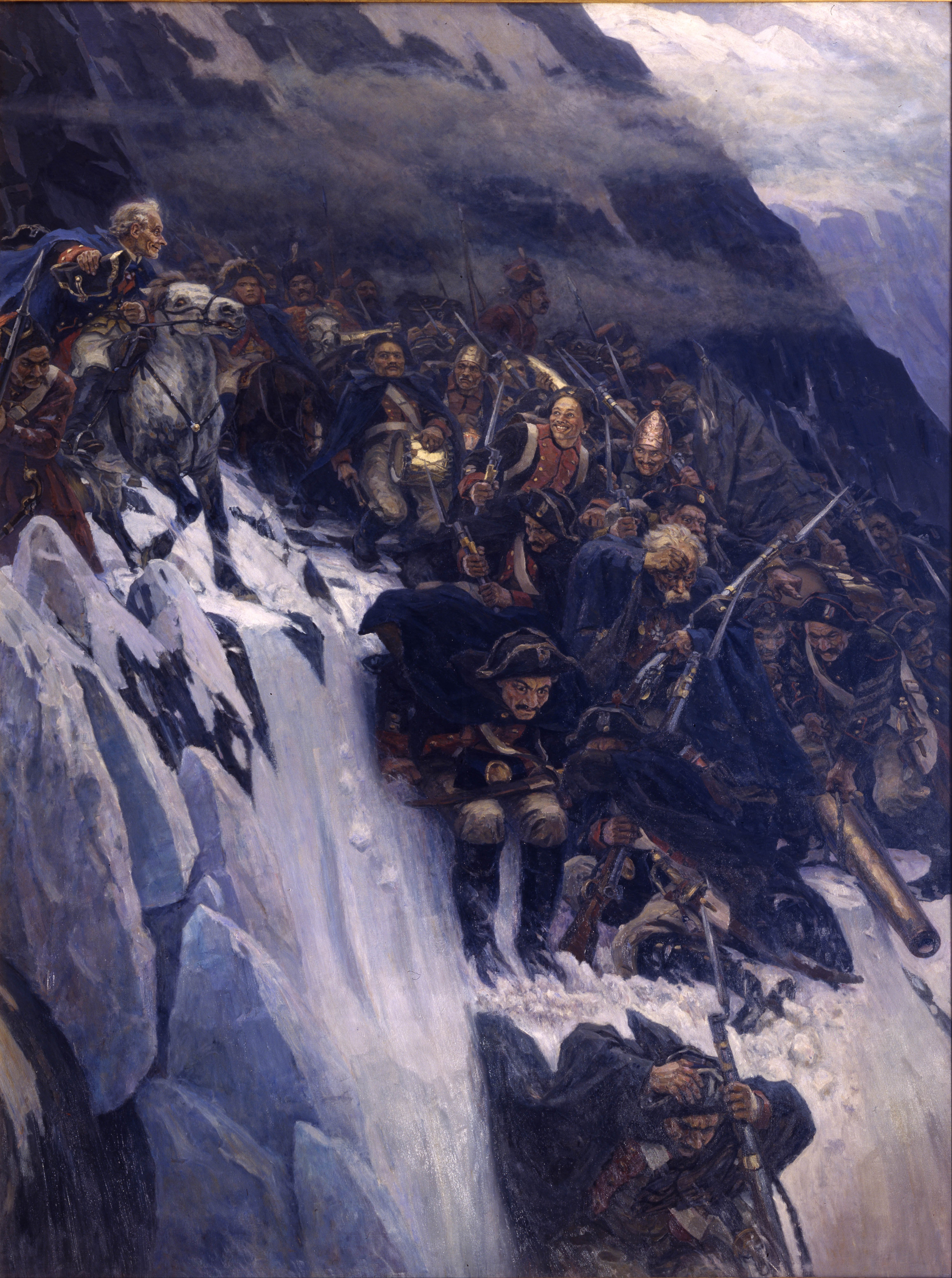
Il maresciallo Suvorov guida la ritirata dei suoi soldati attraverso le Alpi

Appena l'avanguardia arrivò sul colmo del passo fu investita da una violentissima bufera di grandine e neve gelata che impedì agli esploratori di orientarsi facendogli rischiare di cadere nei dirupi e nei precipizi. Prima di trovare una via agevole per la discesa grazie all'intervento della popolazione locale, parecchi gruppi si dispersero nella ricerca. Il 7 ottobre i russi arrivarono ai primi chalet di Panix e dopo un breve bivacco poterono iniziare la discesa verso Jante e la salvezza. Qui, Suvorov, sentendosi finalmente non più braccato, fece riposare i suoi uomini per un'altra notte e il 9 mosse verso il Reno e quindi verso Coira dove arrivò il 10 ottobre, portando con sé anche 1 400 prigionieri francesi. Gli restavano 14 000 uomini e di questi solo 10 000 in grado a stento di marciare e combattere, gli altri erano divorati dalle febbri o accecati da infiammazioni agli occhi; le sotnje erano ridotte a una ventina di cavalieri che si disputavano quattro o cinque cavalli superstiti e male in arnese; l'artiglieria era tutta perduta, un terzo della truppa aveva perso le armi e quelle che restavano erano arrugginite e inservibili; le baionette spuntate, le uniformi irriconoscibili.
Ogni reggimento di fanteria fu riorganizzato in battaglione, i reggimenti di cavalleria in altrettanti squadroni e, attrezzato un convoglio di cinquecento bestie da soma, l'armata si diresse per Balzers, Vaduz e Feldkirch sino ad Altenstadt. Il 22 ottobre lo zar Paolo si ritirò dalla coalizione e richiamò in patria Suvorov, che ormai accusava pubblicamente gli austriaci di averlo tradito. Il 25 ottobre le forze di Suvorov, di Korsakov e del principe di Condé si riunirono a Landau e iniziarono a piccole marce il rientro verso i quartieri d'inverno in Boemia, dove giunsero nel gennaio del 1800 concludendo definitivamente la campagna svizzera.

## Le ragioni della sconfitta
Dopo poco meno di un mese di estenuanti marce e sedici giorni di combattimenti, Suvorov aveva perso oltre 5 000 uomini, mentre i francesi controllavano la Svizzera esattamente come facevano prima dell'inizio della campagna. 
Già il 22 ottobre lo zar Paolo I, nella sua lettera all'imperatore Francesco II con cui annunciava ufficialmente l'uscita della Russia dalla coalizione, focalizzava le ragioni principali della sconfitta russa nell'allontanamento dell'arciduca Carlo dalla Svizzera prima che si fosse completato il ricongiungimento dell'armata di Suvorov con quella di Korsakov:
(Paolo I a Francesco II, 22 ottobre 1799 )
Effettivamente nei primi giorni di agosto, l'arciduca Carlo aveva già ricevuto nel suo acquartieramento a Kloten, a nord di Zurigo, la lettera di Francesco II che lo informava delle nuove strategie della coalizione e gli ordinava di lasciare la Svizzera. La stessa lettera probabilmente non raggiunse invece Suvorov prima del 25 o 27 agosto, per cui egli era ancora convinto di dover continuare la sua campagna in Italia quando, con un anticipo di almeno venti giorni, l'arciduca aveva già iniziato i preparativi per muoversi. Il 2 settembre, quando decise di obbedire a seguito dell'ordine ricevuto direttamente dallo zar, Suvorov pensava ancora di poter coordinare la sua manovra con l'arciduca Carlo. Informato finalmente che questi aveva già lasciato il paese, fu profondamente sconcertato «dalle disastrose notizie riguardo alla ritirata dell'arciduca Carlo dalla Svizzera.» Tra il 15 e il 20 settembre, dopo la vana attesa a Taverne dei muli con i rifornimenti necessari per la marcia in Svizzera, accusò ormai esplicitamente Melas e gli austriaci di codardia e di avere ordito un tradimento nei suoi confronti.
Se fu subito chiaro che la campagna in Svizzera era stata basata più su calcoli politici e diplomatici degli austriaci che su adeguate valutazioni strategiche, anzi contro quelle che erano le decisioni militari che Suvorov aveva già preso, non si può non addossare al generale russo quantomeno la responsabilità di avere sottovalutato le difficoltà della campagna affidatagli. Probabilmente il suo temperamento a volte troppo impulsivo e impetuoso, nonostante l'età, lo portò a una valutazione eccessivamente ottimistica delle condizioni ambientali, della forza e della capacità delle truppe avversarie sui valichi alpini e delle possibilità proprie e dei suoi uomini. Per dare un'idea dello spirito di Suvorov nei giorni immediatamente precedenti la campagna, basta riportare due episodi esemplari. Al generale austriaco Weyrother, che gli riassumeva i piani di attacco sul San Gottardo completi di un'ipotesi di ripiegamento, ordinò: «Cancellate la parola ritirata!»; a un corriere di Korsakov, che gli domandava quali fossero i nuovi ordini, rispose semplicemente con le parole: «Sconfiggere i francesi!».

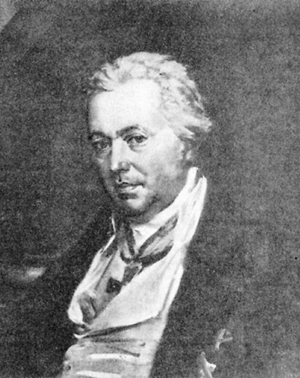
Il generale Aleksandr Korsakov

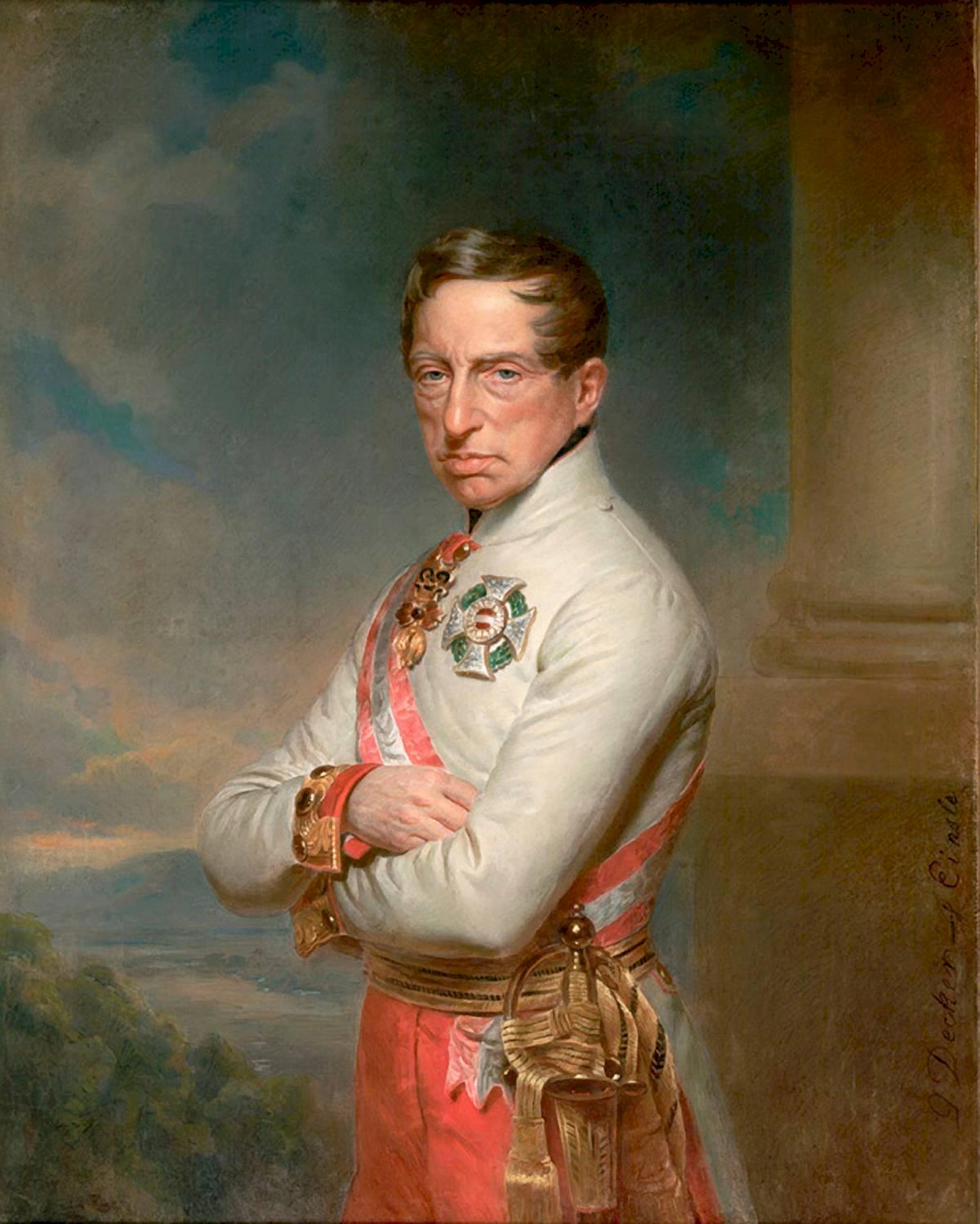
L'arciduca Carlo d'Asburgo-Teschen

Il 20 settembre Suvorov aveva approvato la proposta operativa del generale Hotze di raggiungerlo, spostandosi dal San Gottardo con marce forzate su strette vie di montagna lungo la valle della Reuss, per aggirare Massena da Svitto e liberare Lucerna. Il successo di questo piano avrebbe sicuramente avuto enormi conseguenze sulla situazione operativa in Svizzera, ma l'esito positivo dipendeva dalla contemporanea buona riuscita di tutta una serie di azioni da svolgersi in coordinamento e dalla correttezza di tutte le valutazioni iniziali. Era per esempio necessario che l'azione offensiva delle truppe di Korsakov e Hotze sulla Linth-Limmat avesse luogo contemporaneamente all'arrivo di Suvorov quantomeno a Svitto. Il fallimento anche di una sola delle azioni pianificate oppure impreviste variazioni delle condizioni ambientali, logistiche o tattiche avrebbero potuto provocare il fallimento dell'intera operazione. E fu quello che puntualmente avvenne e su cui si concentrarono tutte le successive critiche al vecchio generale: i russi dovettero attendere per quattro giorni i rifornimenti austriaci, che arrivarono in ritardo e si rivelarono insufficienti; le condizioni meteorologiche e ambientali furono quasi sempre sfavorevoli quando non proibitive; la sua decisione di marciare lungo la Reuss non tenne conto della capacità di resistenza delle truppe francesi, che da un lato gli contesero duramente ogni centimetro di territorio costringendolo in più battute a feroci combattimenti che lo rallentarono ulteriormente, e dall'altro minacciarono costantemente la sua linea di rifornimenti, per i quali dipendeva totalmente dagli austriaci, interrompendola spesso anche con attacchi di forze ridotte; Massena, infine, si rivelò un brillante e capace comandante che sbaragliò le truppe di Korsakov e Hotze a Zurigo quando Suvorov era ancora sul lago di Lucerna, indeciso sul da farsi, e poi non lasciò altra scelta alle truppe della coalizione che ritirarsi sulle montagne e quindi evacuare la Svizzera.
I suoi maggiori detrattori si rivelarono in seguito proprio l'arciduca Carlo, al cui prematuro ritiro Suvorov ascriveva la maggior parte del fallimento della campagna, ed il generale Korsakov, la cui immediata sconfitta subita a opera di Massena vanificò comunque qualsiasi velleità di possibile successo. L'arciduca Carlo criticò severamente il piano della campagna dal punto di vista dei rifornimenti e del sostegno logistico:
(Arciduca Carlo)
Nelle sue memorie Korsakov biasimò Suvorov per gli esagerati sforzi richiesti ai suoi uomini e si spinse fino ad addossargli la responsabilità unica del fallimento della campagna:
(memorie di Korsakov)
E aggiunse, rincarando la dose, che neppure nel caso Suvorov avesse alla fine raggiunto Svitto, le sorti dello scontro sarebbero potute cambiare in quanto non sarebbe stato in grado di rifornirlo, trovandosi egli stesso in una situazione di grave difficoltà.
Fu poi probabilmente proprio la testimonianza di Korsakov, che aveva preceduto l'anziano comandante a San Pietroburgo mettendo subito Suvorov in cattiva luce presso la corte zarista indicandolo come l'unico responsabile della sconfitta, a spingere Paolo I ad accoglierlo freddamente e a non concedere all'appena nominato "generalissimo" e alla sua armata l’onore di una entrata trionfale nella capitale russa come gli aveva precedentemente promesso.

## Eredità della campagna

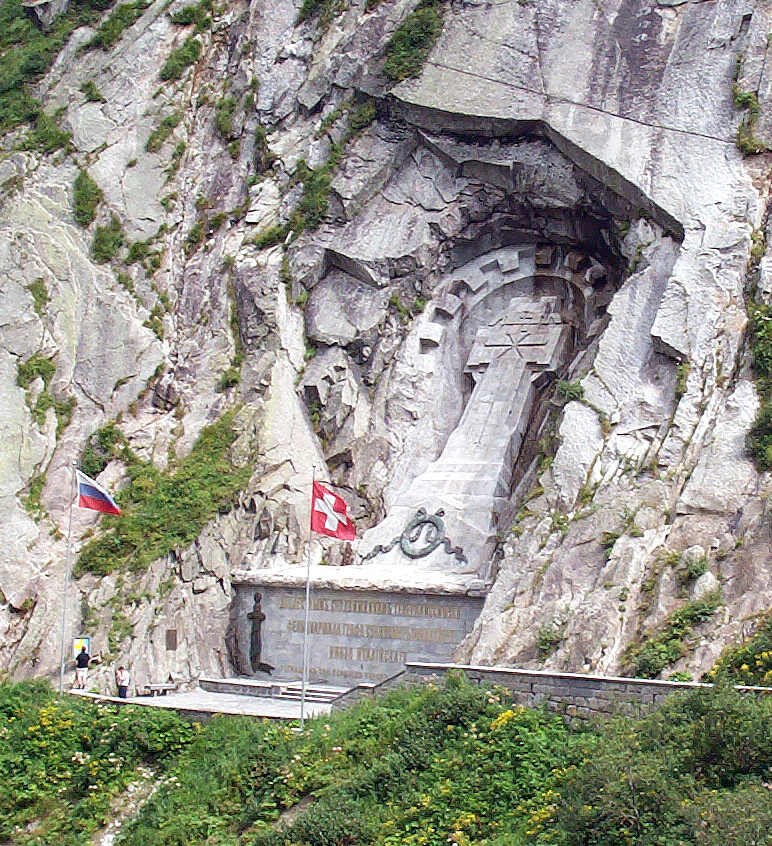
Monumento a Suvorov che commemora la battaglia alle gole della Schöllenen del 25 settembre 1799

Nonostante l'evidente fallimento, la campagna svizzera avrebbe comunque aggiunto, per il suo carattere drammatico ed eroico, nuovo prestigio postumo a Suvorov, specialmente nella cultura russa dove egli è considerato ancora oggi alla stregua di un Senofonte, di un Annibale o di un Giulio Cesare: già nel 1801 lo zar Paolo I ordinava il primo di una lunga serie di monumenti eretti in suo onore in patria. In Svizzera, dove egli è ricordato come il liberatore dall'occupazione francese, proprio presso il ponte del Diavolo nelle gole della Schöllenen sotto Andermatt, si trova dal 1899 un ampio e suggestivo monumento scavato interamente nella roccia dedicato all'impresa del generale russo e dei suoi uomini.
La campagna svizzera fu tenuta molto in considerazione dai contemporanei e spesso ricordata dagli storici. Pare che lo stesso Massena, alla notizia della morte di Suvorov esclamò:
(Andrea Massena)
Riconoscendo la situazione disperata in cui si era venuta a trovare l'armata di Suvorov, il famoso generale, scrittore e teorico militare prussiano Carl von Clausewitz definì pochi anni dopo la riuscita della ritirata «un miracolo». 
Friedrich Engels scrisse nel suo opuscolo "Po und Rhein" ("Po e Reno") del 1859 che il passaggio del Panix durante la campagna condotta sotto la guida di Alexander Suvorov «era stata la più grande impresa [militare n.d.t.] di sempre tra quelle impegnate ad attraversare i valichi alpini». «Il fallimento di questa campagna – scrisse in seguito il militare e statista russo Dmitry Milyutin – avrebbe portato alle truppe russe più onore della più brillante delle vittorie».

### Annotazioni
1. ↑  Suvorov aveva sconfitto le truppe di Sérurier nell'aprile 1799 durante la precedente campagna in Italia, facendolo prigioniero insieme alla sua intera divisione. Sérurier venne liberato dopo che ebbe promesso di non combattere più contro i russi durante quella campagna e, nel congedarsi da lui, Suvorov gli avrebbe detto: «Arrivederci a Parigi!»[3].
2. ↑  Paolo I ambiva a garantirsi una presenza militare nel Regno di Napoli per sorvegliare Malta, disporre di una base alternativa a quelle sul Mar Nero per una futura spedizione contro Costantinopoli e sostenere e armare contro Selim III i greci, che reclamavano all'Impero ottomano libertà e autonomia[12].
3. ↑  Altre fonti riportano che l'idea in realtà fosse venuta al colonnello Strauch che aveva notato nei rapporti come dei tremila cavalli a disposizione dei cosacchi ne potessero essere utilizzati sui passi al massimo cinquecento, lasciando gli altri disponibili per la soma; Weyrother la attribuisce a Suvorov lodandone la fermezza nel resistere alle rimostranze degli uomini privati dei cavalli; il generale russo nelle sue lettere allo zar diede però il merito al principe, forse per ingraziarsene i favori[26].
4. ↑  In realtà la notizia era già filtrata attraverso gli interrogatori di alcuni prigionieri francesi, ma questi non erano stati creduti[41].
5. ↑  Già il 10 ottobre era giunta a Coira la notizia che i francesi avevano rioccupato il Gottardo e stavano avanzando ulteriormente nella valle del Reno. Soult in teoria aveva da Disentis/Mustér la strada spianata anche verso i temporanei acquartieramenti russo-austriaci[82].

### Fonti
1. 1 2 3 4  Mikaberidze 2003, pp. 133-4.
2. 1 2 3 4  Coppi 1824, pp. 279-280.
3. 1 2 3   Mikhail Presnukhin, La spedizione russa in Italia contro Napoleone, in Russia Beyond The Headlines, Rossiyskaya Gazeta, 20 giugno 2011. URL consultato il 17 marzo 2021 (archiviato dall'url originale il 24 maggio 2014).
4. ↑  Mathiez e Lefebvre 1992, p. 583, Vol. II.
5. 1 2 3 4  Rettificazioni 1857, p. 42.
6. 1 2 3  Mathiez e Lefebvre 1992, p. 491, Vol. II.
7. ↑  Chandler 1988, pp. 406-410.
8. ↑  Mathiez e Lefebvre 1992, p. 491-2, Vol. II.
9. 1 2  (EN) Suvorov, a Short List of His Important Decorations and Orders, su Xenophon Group International. URL consultato l'11 ottobre 2014 (archiviato dall'url originale il 1º luglio 2015).
10. 1 2 3 4 5 6 7 8 9 10 11 12 13 14   Giulio Rossi, Suwaroff in Svizzera, in Corriere del Ticino, 9-16 gennaio 1908. Vedi testo in  Museo del Malcantone, Curio], su museodelmalcantone.ch. URL consultato l'11 ottobre 2014 (archiviato dall'url originale il 1º febbraio 2015).
11. ↑  Léger Marie Philippe 1809, p. 403.
12. ↑  (FR) Édouard Gachot, Les campagnes de 1799: Souvarow en Italie, Perrin et cie., 1903,  p. 388, ISBN non esistente.
13. 1 2 3  Mikaberidze 2003, pp. 131-132.
14. 1 2  Coppi 1824, pp. 277-278.
15. ↑  Botta 1834, p. 364.
16. 1 2 3 4 5  Vicari 1999, p. 20.
17. ↑  (RU) Походы Суворова в Италии и Швейцарии (Le campagne di Suvorov in Italia e in Svizzera), su adjudant.ru, San Pietroburgo, Bogdanovich, 1846. URL consultato il 14 dicembre 2014..
18. ↑  Imperatore Francesco II a Suvorov - 17 agosto 1799, in Mikhailovsky-Danilevsky, Miliutin 1852, Vol. III, 199-200, 415-416.
19. ↑  Léger Marie Philippe 1809, pp. 408-409.
20. ↑   Martin Illi, Invasione francese, su Dizionario Storico della Svizzera, 5 marzo 2014. URL consultato il 19 gennaio 2015..
21. ↑  Léger Marie Philippe 1809, pp. 409-410.
22. ↑  Gachot 1904, p. 259.
23. 1 2  Mikaberidze 2003, pp. 135-136.
24. 1 2  Gachot 1904, p. 264.
25. ↑  Gachot 1904, p. 266.
26. ↑  Hüffer 1905, p. 27.
27. ↑  Gachot 1904, p. 267.
28. ↑  Mikaberidze 2003, p. 137.
29. ↑  Gachot 1904, p. 272.
30. ↑  Mikaberidze 2003, pp. 139-140.
31. ↑  (DE) Hans Stadler, Schöllenen, su hls-dhs-dss.ch, dizionario storico della Svizzera. URL consultato il 15 ottobre 2014.
32. ↑  Gachot 1904, pp. 293-294.
33. ↑  Gachot 1904, pp. 300-301.
34. 1 2 3 4  Mikaberidze 2003, pp. 147-148.
35. ↑  Gachot 1904, pp. 116-117.
36. ↑  Hüffer 1905, p. 40.
37. ↑  Coppi 1824, pp. 281-282.
38. ↑  Gachot 1904, pp. 316-317.
39. ↑  Mikaberidze 2003, pp. 150-151.
40. 1 2 3 4  Mikaberidze 2003, pp. 152-153.
41. ↑  Hüffer 1905, p. 66.
42. 1 2  Gachot 1904, p. 339.
43. 1 2 3 4  Mikaberidze 2003, pp. 154-155.
44. 1 2 3 4 5  Vicari 1999, p. 22.
45. ↑  Duffy 1999, p. 35.
46. ↑  Gachot 1904, pp. 366-367.
47. ↑  Gachot 1904, pp. 386-387.
48. ↑  Gachot 1904, p. 387.
49. ↑  Gachot 1904, p. 388.
50. 1 2  Mikaberidze 2003, pp. 158-159.
51. ↑  Mikaberidze 2003, p. 159, nota 101.
52. ↑  Mikaberidze 2003, p. 160.
53. 1 2 3  Mikaberidze 2003, pp. 161-162.
54. ↑  Hüffer 1905, p. 81.
55. 1 2  Mikaberidze 2003, pp. 163-164.
56. ↑  Hüffer 1905, p. 70.
57. ↑  Gachot 1904, p. 398.
58. ↑  Mikaberidze 2003, p. 165.
59. 1 2 3  Mikaberidze 2003, p. 166.
60. ↑  Gachot 1904, p. 409.
61. ↑  (FR) Édouard Gachot, Les campagnes de 1799: Souvarow en Italie, Perrin et cie., 1903,  p. 115, ISBN non esistente.
62. ↑  Hüffer 1905, p. 79.
63. 1 2 3  Mikaberidze 2003, pp. 167-168.
64. ↑  Mikhailovsky-Danilevsky, Miliutin 1852, Vol. IV, 155-156.
65. ↑  Gachot 1904, p. 414.
66. ↑  Hüffer 1905, pp. 82-83.
67. ↑  Gachot 1904, pp. 413-414.
68. ↑  Gachot 1904, p. 415.
69. ↑  Mikaberidze 2003, p. 170.
70. ↑  Gachot 1904, p. 419.
71. 1 2  Mikaberidze 2003, p. 171.
72. ↑  Gachot 1904, pp. 438-440 e 443-444.
73. ↑  Hüffer 1905, p. 89.
74. ↑  Gachot 1904, p. 436.
75. ↑  Gachot 1904, p. 434.
76. ↑  Gachot 1904, p. 435.
77. ↑  Mikaberidze 2003, p. 173.
78. ↑  Gachot 1904, pp. 448-449.
79. ↑  Coppi 1824, p. 282; Mikaberidze 2003, p. 173.
80. 1 2  Mikaberidze 2003, p. 176.
81. ↑  Mikaberidze 2003, pp. 176-177.
82. ↑  Hüffer 1905, p. 90.
83. ↑  Rettificazioni 1857, p. 46.
84. ↑  Gachot 1904, p. 255.
85. ↑  Suvorov allo zar Paolo I A.V. Suvorov:Dokumenti, 3 settembre 1799, IV, Mosca, G. Mescheriakov, 1949-1953,  p. 295, ISBN non esistente..
86. ↑  (FR) Eugène Pick, Résumé historique des campagnes des français contre les russes depuis 1799 jusqu'en 1814 ; suivie d'une Ode composée sur les Ruines de Sébastopol, Parigi, Eugène Pick, 1856,  p. 13, ISBN non esistente..
87. 1 2  Vicari 1999, p. 21.
88. ↑  Gachot 1904, p. 258.
89. ↑  Gachot 1904, p. 260.
90. 1 2 3  Vicari 1999, p. 24.
91. ↑  (EN) Robert A. Mosher, Suvorov - Russia's Eagle Over the Alps, su napoleon-series.org. URL consultato il 20 ottobre 2014.
92. ↑  Mikaberidze 2003, p. 177.
93. ↑  (EN) Napoleonic Monuments, su armchairgeneral.com. URL consultato il 26 ottobre 2014 (archiviato dall'url originale il 26 ottobre 2014).
94. ↑  (FR) Jean KOVALEVSKY, SOUVOROV ALEXANDRE VASSILIEVITCH (1729-1800), su universalis.fr. URL consultato l'8 febbraio 2015.
95. ↑  (RU) Carl von Clausewitz, Shveytsarskiy pokhod Suvorova, a cura di German Aleksandrovič Lopatin, Nauka, 1986,  p. 730.
96. ↑  (DE) Friedrich Engels, Po und Rhein, su mlwerke.de. URL consultato l'8 febbraio 2015.
97. ↑  Osipova, p. 51.